# Kahta
Kahta o Kâhta (turc) és una vila i districte de la província d'Adıyaman, Turquia. És famós pel mont Nemrut. La seva població (2015) és de 118.646 habitants, entre 72.145 metropolitans i 46.501 rurals i entre 59.914 homes 58.732 dones. Aquesta població va augmentar a 120.378 (61.071 homes i 59.307 dones) el 2016. Es troba a una distancià de 35 km del centre d'Adıyaman, la capital de la província.

## Història

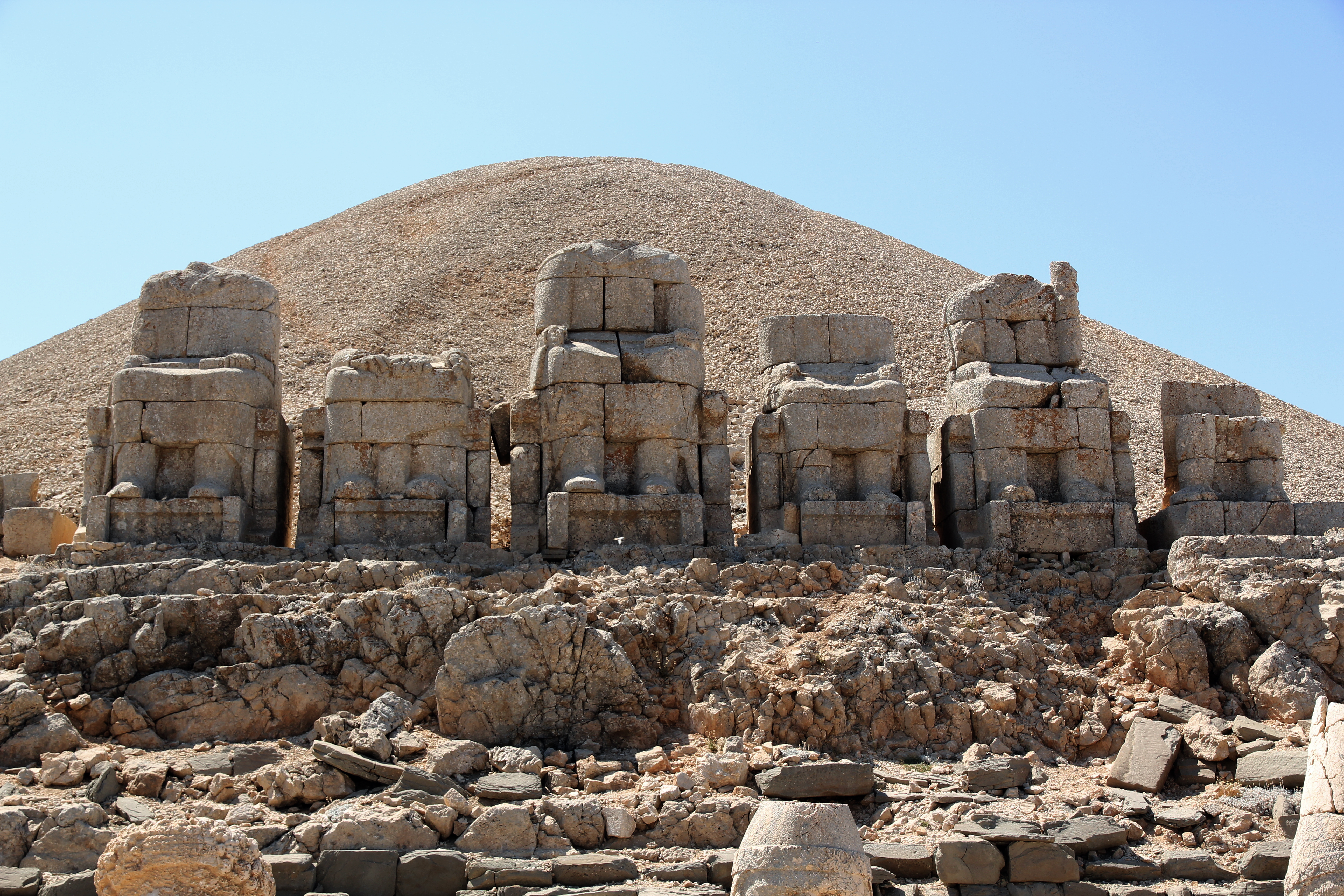
Trons al mont Nemrut

Kahta té una fortalesa en ruïnes que ha estat identificada com l'antiga Arsània, Arsanea o Arsaneia, a l'antiga Commagena.
El nom Kahta (en algunes fonts en anglès Kakhta) no va aparèixer almenys fins al segle xii. Fou una fortalesa secundària que no es va desenvolupar fins al segle xi amb l'emigració armènia i dels turcmans; fou conquerida temporalment pel comtes d'Edessa. Aleshores tenia proper el monestir de Mar Barsawma, una de les principals residències monofisites (jacobites) cristianes.
El 1150 va passar del comtat d'Edessa a l'emir ortúquida Kara Arslan d'Hisn Kayfa i de Khartpert (1144-1174) i després al seu fill Nur-ad-Din Muhàmmad d'Hisn Kayfa i de Khartpert (1174-1185) d'Amida (1183-1185), Kutb al-Din Sukman II d'Hisn Kayfa i Amida (1185-1200), Nasir al-Din Mahmud d'Hisn Kayfa i Amida (1200-1222) i Rukn al-Dun Mawdud d'Hisn Kayfa i Amida (1222-1232); passà durant el govern d'aquest a mans del seljúcides de Rum (1226). El 1280 fou ocupada pel soldà mameluc Qalàwun, que la va reforçar i restaurar (obres acabades pel seu fill An-Nàssir Muhàmmad).
Els mamelucs al segle XV la van disputar amb els Aq qoyunlu. Els otomans se'n va apoderar el 1516.